# Lho
Lho (nep. ल्हो) – gaun wikas samiti w zachodniej części Nepalu w strefie Gandaki w dystrykcie Gorkha. Według nepalskiego spisu powszechnego z 2001 roku liczył on 436 gospodarstw domowych i 2033 mieszkańców (1119 kobiet i 914 mężczyzn).